# Kolpotocheirodon theloura
Kolpotocheirodon theloura es una especie de peces de la familia Characidae en el orden de los Characiformes.

## Morfología
Los machos pueden llegar alcanzar los 3 cm de longitud total.

## Hábitat
Vive en zonas de clima subtropical.

## Distribución geográfica
Se encuentran en Sudamérica: afluentes de los ríos  São Francisco y  Paraná cerca de Brasilia (Brasil ).